# Rob Delaney
Rob Delaney (Boston, 19 de janeiro de 1977) é um comediante, ator, escritor e ativista norte-americano. Ele foi coestrela e corroteirista do programa de TV Catastrophe e já apareceu em filmes de comédia como Deadpool 2 (2018) e Tom & Jerry (2021).

## Biografia
Delaney nasceu em Boston, Massachusetts, em 19 de janeiro de 1977, filho de Nancy e Robert Delaney. Ele cresceu em Marblehead, Massachusetts. Ele é descendente de irlandeses. Ele frequentou a Tisch School of the Arts da Universidade de Nova Iorque e se formou em teatro musical em 1999.

## Carreira

### Twitter
Delaney chamou a atenção do público através do Twitter, onde começou a postar em 2009. Em 2016, ele tinha mais de 1,2 milhão de seguidores. Embora outros comediantes hesitassem em compartilhar seu material nas redes sociais, ele é considerado um dos primeiros comediantes a usar as redes sociais para publicar piadas. Ele atribuiu ao escritor de comédia irlandês, Graham Linehan, seu aumento de popularidade depois que Linehan começou a responder aos seus tweets. Em 2010, a revista Paste nomeou Delaney uma das 10 pessoas mais engraçadas do Twitter. Em maio de 2012, ele se tornou o primeiro comediante a ganhar o prêmio de “Pessoa mais engraçada do Twitter” no The Comedy Awards.

### Escritor
Delaney escreveu artigos para a Vice e para o The Guardian. Seu livro Rob Delaney: Mother. Wife. Sister. Human. Warrior. Falcon. Yardstick. Turban. Cabbage. foi publicado pela Spiegel & Grau em novembro de 2013. Seu livro de memórias A Heart That Works, sobre a perda de seu filho Henry, de dois anos e meio, devido ao câncer no cérebro, foi publicado pela Spiegel & Grau em 2022.

### Atuação

#### Televisão

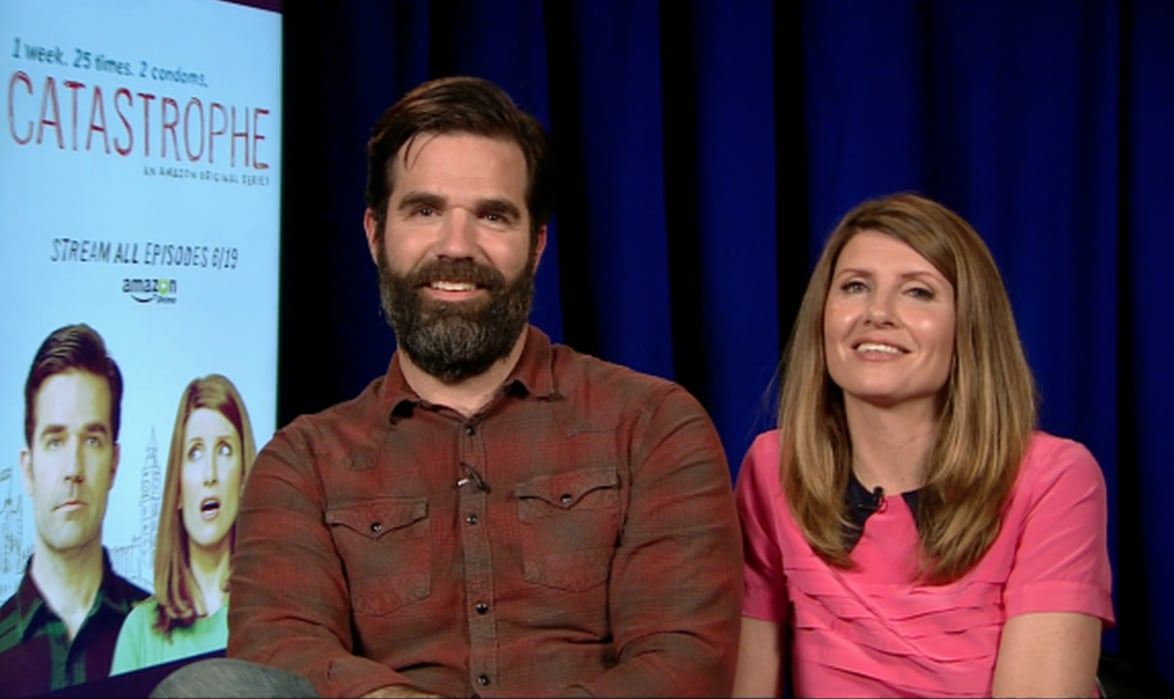
Delaney e Sharon Horgan sendo entrevistados sobre Catastrophe em 2015.

Em dezembro de 2011, o Comedy Central anunciou que Delaney iria filmar um piloto para um programa de variedades, chamado @RobDelaney. No entanto, a série não foi escolhida. Em vez disso, Delaney passou a co-escrever e co-estrelar com Sharon Horgan em Catastrophe, que começou a ser exibido no Reino Unido em 19 de janeiro de 2015, no Channel 4. O programa segue seus personagens depois que eles ficam juntos após um breve caso enquanto ele está no Reino Unido a negócios, e então se mudam para lá permanentemente depois que ele descobre que ela engravidou. Estreou nos Estados Unidos na Amazon em junho de 2015. O programa terminou após quatro temporadas. O Channel 4 exibiu o episódio final em 12 de fevereiro de 2019, enquanto a Amazon anunciou que a data de lançamento nos EUA seria 15 de março do mesmo ano. A série lhe rendeu sua única indicação ao Emmy, de "Melhor Roteiro de Comédia".
Desde que se mudou para o Reino Unido em 2014, Delaney apareceu em vários programas britânicos, incluindo Have I Got News for You, Would I Lie to You?, 8 Out of 10 Cats Does Countdown, The Big Fat Quiz of the Year, e Room 101. Em 2016, ele apareceu em Travel Man como apresentador convidado da cidade espanhola de Sevilha e, em março de 2021, foi o locutor convidado do Ant & Dec's Saturday Night Takeaway.

#### Cinema
No filme Deadpool 2 (2018), Delaney interpretou Peter, um homem comum de meia-idade que não tem superpoderes e se junta à X-Force de Deadpool. Como parte da promoção do filme, uma conta no Twitter foi lançada em nome de Peter.
Ao longo de 2019, Delaney teve uma série de participações especiais em filmes de grande sucesso de Hollywood. Ele voltou a trabalhar com o diretor David Leitch e o ator Dwayne Johnson em Hobbs & Shaw, no qual apareceu como Agente Loeb. Ele apareceu como diretor de teatro na comédia dramática de Paul Feig, Last Christmas. Ambos os filmes alcançaram o primeiro lugar nas bilheterias do Reino Unido. Ele também apareceu ao lado de Anne Hathaway em The Hustle como Todd e no drama sobre a Fox News, Bombshell, co-estrelado por Charlize Theron. Ele filmou uma participação especial como Elvis Presley na cinebiografia musical de Elton John, de Dexter Fletcher, Rocketman, que foi cortada da versão de cinema. Também foi relatado que ele apareceria ao lado de Ryan Reynolds em outra ocasião, em Pokémon: Detective Pikachu. No entanto, ele não apareceu no filme. Em setembro de 2019, ele foi escalado para The Good House, ao lado de Sigourney Weaver e Kevin Kline. Em 2021, apareceu no filme Tom & Jerry.  Em 1 de maio de 2023, foi confirmado seu retorno como Peter em Deadpool & Wolverine.

## Vida pessoal
Delaney mora em Londres com sua esposa Leah; eles tiveram quatro filhos juntos. Em fevereiro de 2018, Delaney revelou que seu filho de dois anos e meio havia morrido no mês anterior, tendo recebido tratamento extensivo para um tumor cerebral desde 2016. O quarto filho do casal nasceu em agosto de 2018. Em 2020, ele escreveu sobre fazer vasectomia.
Delaney compartilhou publicamente sua experiência com vários problemas de saúde, incluindo depressão e alcoolismo. Em 2002, ele desmaiou enquanto dirigia e bateu em um prédio de propriedade do Departamento de Água e Energia de Los Angeles. No acidente, ele quebrou o pulso esquerdo e o braço direito e teve os dois joelhos arranhados até os ossos. Isso o levou a parar de beber.
Em 2018, Delaney se tornou o primeiro apresentador do programa da CBeebies, Bed Time Stories, a contar uma história em Makaton, que ele usou para se comunicar com seu falecido filho Henry.
No programa Between the Covers, de Sara Cox, Delaney escolheu a coleção de contos A Manual for Cleaning Women, de Lucia Berlin, como um de seus livros favoritos.
Delaney é ateu.

## Filmografia

### Filmes
| Ano  | Título                                        | Personagem              | Notas         |
| ---- | --------------------------------------------- | ----------------------- | ------------- |
| 2007 | Wild Girls Gone                               | Whipped Cream Ass Man   |               |
| 2014 | Life After Beth                               | Âncora do jornal        |               |
| 2018 | Deadpool 2                                    | Peter                   |               |
| 2019 | The Hustle                                    | Todd                    |               |
| 2019 | Rocketman                                     | Elvis Presley           | Cena deletada |
| 2019 | Hobbs & Shaw                                  | Agente Loeb             |               |
| 2019 | Last Christmas                                | Diretor de teatro       |               |
| 2019 | Bombshell                                     | Gil Norman              |               |
| 2021 | Tom & Jerry                                   | Henry Dubros            |               |
| 2021 | Wrath of Man                                  | Chefe Blake Halls       |               |
| 2021 | The Good House                                | Peter Newbold           |               |
| 2021 | Ron's Gone Wrong                              | Andrew Morris           | Voz           |
| 2021 | Home Sweet Home Alone                         | Jeff McKenzie           |               |
| 2022 | The Bubble                                    | Marti                   |               |
| 2022 | The School for Good and Evil                  | Stefan                  |               |
| 2023 | Northern Comfort                              | Ralph                   |               |
| 2023 | Mission: Impossible – Dead Reckoning Part One | JSOC                    |               |
| 2023 | Love at First Sight                           | Andrew Sullivan         |               |
| 2024 | Argylle                                       | Delegado Diretor Powell |               |
| 2024 | Deadpool & Wolverine                          | Peter Wisdom            |               |

#### Televisão
| Ano       | Título                                    | Personagem                 | Notas                                                       |
| --------- | ----------------------------------------- | -------------------------- | ----------------------------------------------------------- |
| 2009      | Coma, Period.                             | Dan Humford                | 10 episódios                                                |
| 2009      | Outer Space Astronauts                    | Comandante Cake            | Episódio: "One Year Ago"                                    |
| 2010      | This Week in Comedy                       | Ele mesmo                  | Episódio: "Karen Kilgariff/Rob Delaney"                     |
| 2011      | The Smoking Gun Presents: World's Dumbest | Ele mesmo                  | 6 episódios                                                 |
| 2012      | Key & Peele                               | Vários                     | 3 episódios                                                 |
| 2012      | First Dates with Toby Harris              | Brad                       | Episódio: "Ex-Girlfriends"                                  |
| 2013      | Rob Delaney Live at the Bowery Ballroom   | Ele mesmo                  | Especial ao vivo na Netflix; produtor executivo             |
| 2013      | Cougar Town                               | Guia                       | Episódio: "Have Love Will Travel"                           |
| 2013      | Burning Love                              | Kirk                       | 3 episódios                                                 |
| 2014      | The Michael J. Fox Show                   | Clete Matthews             | Episódio: "Biking"                                          |
| 2015–2019 | Catastrophe                               | Rob Norris                 | 24 episódios; co-criador, co-roteirista, produtor executivo |
| 2016      | Travel Man: 48 Hours In                   | Ele mesmo                  | Episódio: "Seville"                                         |
| 2018      | Action Team                               | Victor                     | Episódio: "Super Mega Robot"                                |
| 2018      | Trust                                     | Lansing                    | Episódio: "Kodachrome"                                      |
| 2018      | Danger Mouse                              | Night Knight (voz)         | Episódio: "Daylight Savings Crime"                          |
| 2018      | Bitz & Bob                                | Bevel (voz)                | 41 episódios                                                |
| 2021      | Ant & Dec's Saturday Night Takeaway       | Locutor convidado          | 2 episódios                                                 |
| 2021      | The Great North                           | Brian Tobin (voz)          | 2 episódios                                                 |
| 2021      | No Activity                               | Magnolia (voz)             | 2 episódios                                                 |
| 2021      | Birdgirl                                  | Brian O'Brien (voz)        | 6 episódios                                                 |
| 2021      | Between the Covers                        | Ele mesmo                  | Episódio #2.2                                               |
| 2021      | Fairfax                                   | Grant (voz)                | 4 episódios                                                 |
| 2022      | Big Nate                                  | Martin Wright (voz)        | Regular                                                     |
| 2022      | Ant and Dec's Saturday Night Takeaway     | Diabo                      | Recorrente em Polterguys                                    |
| 2022      | The Man Who Fell to Earth                 | Hatch Flood                | Regular, 8 episódios                                        |
| 2023      | The Power                                 | Tom                        | Recorrente                                                  |
| 2023      | Black Mirror                              | Mac                        | Episódio: "Joan Is Awful"                                   |
| 2023–2024 | Invincible                                | Nuolzot / Séance Dog (voz) | 3 Episódios                                                 |
| 2024      | Dinner with the Parents                   |                            | 2 Episódios                                                 |
| TBA       | Bad Monkey                                | Christopher                | Regular; futura série                                       |